# بريمية وايلية
بريمية وايلية (الاسم العلمي:Leptospira weilii) هي نوع من البكتيريا تتبع جنس البريمية من فصيلة نظيرات البريمية.